# Hiram Barber

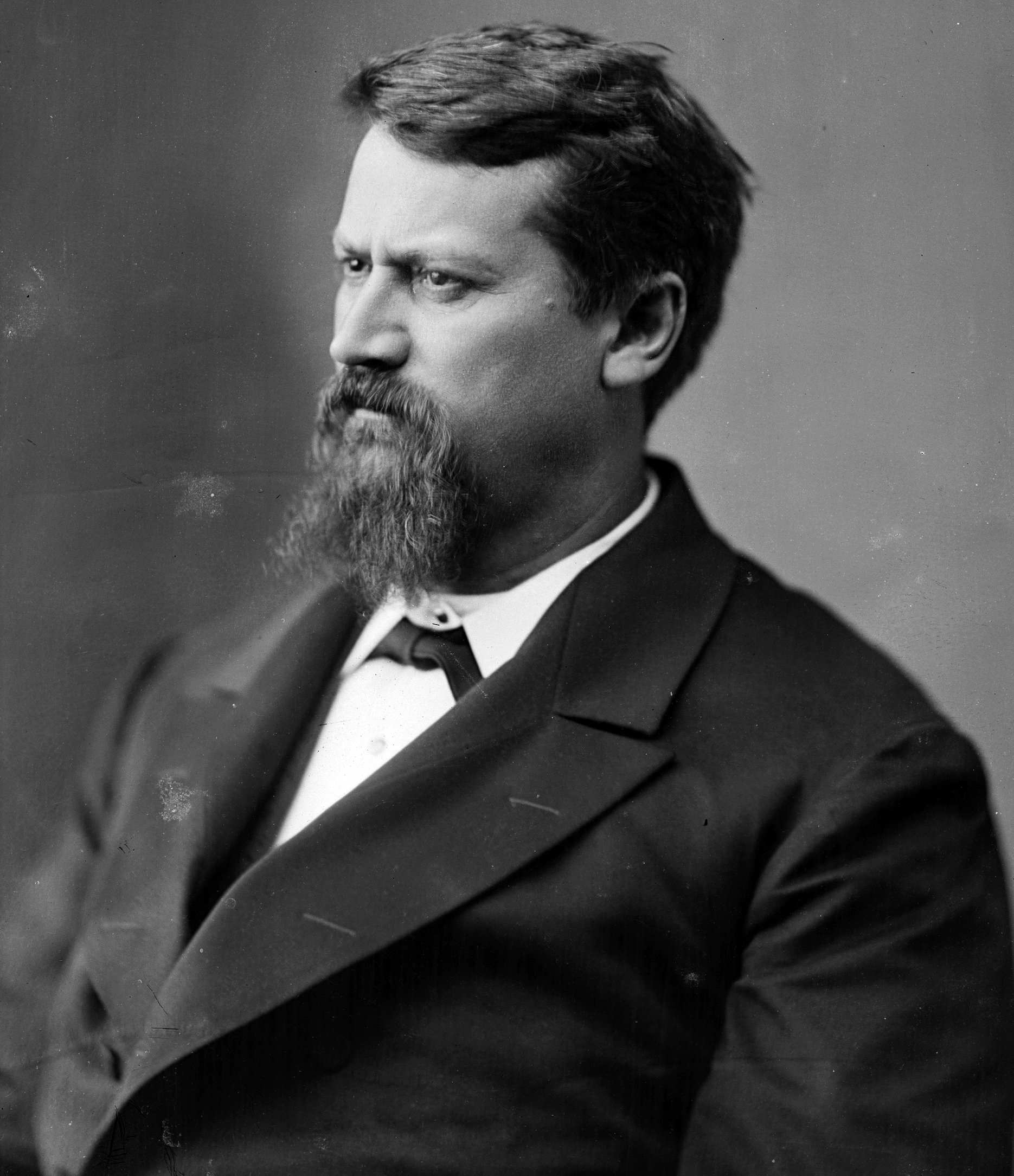
Hiram Barber

Hiram Barber Jr. (* 24. März 1835 in Queensbury, Warren County, New York; † 5. August 1924 in Lake Geneva, Wisconsin) war ein US-amerikanischer Politiker. Zwischen 1879 und 1881 vertrat er den Bundesstaat Illinois im US-Repräsentantenhaus.

## Werdegang
Im Jahr 1846 kam Hiram Barber nach Horicon in Wisconsin. Später studierte er an der University of Wisconsin–Madison. Nach einem anschließenden Jurastudium in Albany (New York) und seiner 1856 erfolgten Zulassung als Rechtsanwalt begann er in Juneau (Wisconsin) in diesem Beruf zu arbeiten. Zwischen 1861 und 1862 war er Bezirksstaatsanwalt im Jefferson County; in den Jahren 1865 und 1866 fungierte er als stellvertretender Attorney General von Wisconsin. Im Jahr 1866 zog er nach Chicago, wo er als Anwalt praktizierte. Gleichzeitig schlug er als Mitglied der Republikanischen Partei eine politische Laufbahn ein.
Bei den Kongresswahlen des Jahres 1878 wurde Barber im dritten Wahlbezirk von Illinois in das US-Repräsentantenhaus in Washington, D.C. gewählt, wo er am 4. März 1879 die Nachfolge von Lorenz Brentano antrat. Da er im Jahr 1880 von seiner Partei nicht mehr zur Wiederwahl nominiert wurde, konnte er bis zum 3. März 1881 nur eine Legislaturperiode im Kongress absolvieren.
Zwischen 1881 und 1888 arbeitete Hiram Barber in Mitchell im damaligen Dakota-Territorium, das heute zum Bundesstaat South Dakota gehört, bei der Katasterbehörde (Receiver of the Land Office). Danach kehrte er nach Chicago zurück, wo er wieder als Jurist praktizierte. Zwischen 1891 und 1914 arbeitete er als Master in Chancery für den Superior Court im Cook County. Danach zog er sich in den Ruhestand zurück. Hiram Barber starb am 5. August 1924 in Lake Geneva.